# Ectropothecium subdistichellum
Ectropothecium subdistichellum är en bladmossart som beskrevs av Brotherus 1914. Ectropothecium subdistichellum ingår i släktet Ectropothecium och familjen Hypnaceae. Inga underarter finns listade i Catalogue of Life.